# 思柔公主

思柔公主（1538年—1549年），名朱福媛，明朝公主，明世宗次女。母王徽妃。
嘉靖十七年正月乙丑日生。嘉靖二十八年九月薨，年12岁，未下嫁。。